# タイメックス
タイメックス(Timex)は、アメリカのコネチカット州に本社を置く時計メーカー。
一般人でも手に入る時計を作るべきだというコンセプトからはじまり、高級ラインからアウトドア用など総合的なラインナップを備えるが、大衆向けの実用モデルを主として生産する。
21世紀初頭時点では、アメリカに実質的な本拠を置くほぼ唯一の時計メーカーとなっている。アメリカ合衆国にはかつて多くの高級時計メーカー・ブランドが存在したが、スイスや日本との競合で敗退、1960-1980年代までに消滅するか他国にブランドを買収されてしまった。タイメックスは唯一米国内に残存した米国系ブランドであるため、自国産を重視する見地から大統領や著名人に多数愛用者がいる。

## 歴史
タイメックスの歴史には2つの系統がある。ウォーターベリー社（クロックとウォッチ）、インガーソル社である。この両系統が複雑に絡み合っている。

### 懐中時計時代～「ダラー・ウォッチ」
1854年、「ウォーターベリー・クロック・カンパニー」(Waterbury Clock Company)がコネティカット州ウォーターベリーで創業。当初は置時計・掛け時計の生産を行っていたが、1877年から懐中時計の生産に着手、1880年には懐中時計部門として別会社の「ウォーターベリー・ウォッチ・カンパニー」(Waterbury Watch Company)が設立された。ウォーターベリーの生産方針は、当時のアメリカで進んでいた大量生産への指向であった。
1881年にニューヨークでインガーソル兄弟によって創立されたインガーソル（Ingersoll）は、アメリカで19世紀後期から勃興していたカタログ通信販売ビジネスを行う企業だったが、1892年からウォーターベリー・クロック（ウォッチ社ではない）に生産を委託し、大量生産による廉価型懐中時計「ユニバーサル」を売り出して成功を収めた。1894年のインガーソルによるウォーターベリー・クロックへの時計発注は50万個に及んだという。
そしてインガーソルから1896年に発売された懐中時計「ヤンキー」は、「ダラー・ウォッチ」の通称のとおり、1ドルという当時としても極めて低価格を実現した。文字盤は紙に印刷して糊付け、内部は簡素なピンレバー式脱進機構で、軸受けにはルビーなどの宝石を一切使わない「0石」の粗製品ではあったが、最低限の実用性と圧倒的低価格を両立させたのである。「ヤンキー」は1898年には年間100万個を売り、当時の大ヒット製品となった。
インガーソルは1905年に自社のイギリス工場を設立して「ダラー・ウォッチ」の現地組み立てを開始、こちらではやはり低価格の「5シリング時計」として成功した。この工場は1930年にイギリス企業に売却されている。
一方、ウォーターベリー・ウォッチは1880年代後期に量産路線で大いに成功を収めたが、1890年代になると経営不振に陥り、1898年にニューイングランド・ウォッチ(New England Watch Company)として再建される。同社は高価格帯へのシフトを図ったものの成功せず、1912年に倒産して操業停止した。

### インガーソル・ウォーターベリー成立と「ミッキーマウス・ウォッチ」
インガーソルはウォーターベリー・クロックへの外注生産を脱するため、倒産した時計会社のトレントン・ウォッチ(Trenton Watch Company)を1908年に買収し「インガーソル・ウォッチ・カンパニー」としてアメリカ本国における時計の自社生産を開始した。続いて1914年には倒産したニューイングランド・ウォッチも買収、1916年には日産16,000個の時計生産能力を備え、懐中時計・腕時計を扱う、低価格時計メーカーとしての規模を拡大する。第一次世界大戦でのアメリカ軍用時計納入にも参加、この過程でラジウムを利用した夜光時計を発売している。
しかし相次ぐ拡大路線に相反し、第一次大戦後のインガーソルは経営難に陥り、1921年に自社も倒産してしまった。これを1922年に買収したのはインガーソルのもとの外注先でニューイングランド社のかつての母体であったウォーターベリー・クロックで、結局会社は「インガーソル・ウォーターベリー」として以後も「インガーソル」ブランドでの時計生産を続けた。
1930年にウォルト・ディズニーとライセンスを結び、1933年に世界初の「ミッキーマウス・ウォッチ」を発売。余剰軍用時計の放出品にミッキーマウスの文字盤を組み合わせた低コストなキャラクター・ビジネスが当たって大ヒットし、大不況下で苦しかった経営を立て直した（タイメックスの日本進出後、同様な日本国内の企画としてムーミンや、カリメロ、フランダースの犬といったキャラクター・アイテムが制作されたこともあり、日本国内のみで販売された）。子供向けアニメーション作品とのタイアップは、製品の性質が精密機械や宝飾品に近い高級時計メーカーでは考えられなかった着想で、大衆向けブランドのインガーソルだからこそ踏み切れたノベルティ的企画であったが、以後の様々なキャラクター・ビジネスにおける代表的な先駆例と言える。この初期のミッキーマウス・ウォッチのシリーズは、後年ではプレミアの付くコレクターズアイテムになっている。
1940年、第二次世界大戦によるドイツのノルウェー侵攻に伴い、ノルウェーの大手海運企業フレッド・オルセン社の社主トーマス・オルセンはアメリカに逃れた。オルセンは1941年にインガーソル・ウォーターベリーの経営権を獲得し、自身は会長職に就いたうえで、やはりノルウェーの政治家・実業家であったヨアキム・レームクール(Joakim Lehmkuhl)をインガーソルの社長職に就任させた。レームクールは1974年までインガーソルの経営トップを務めた。
アメリカの第二次世界大戦参戦後は、軍用時計生産のほか、他の時計メーカーと同様に精密加工技術を活かした兵器部品の生産にも携わった。1942年からは時限信管の製造を開始し、連合軍に対する主要供給者となっている。1944年に会社名はユナイテッド・ステーツ・タイム(United States Time Corporation, USタイム)となっている。

### 第二次大戦後の「タイメックス」
USタイムはスイスを発祥とする時計メーカーのブランド名であったタイメックス(TIMEX)を買収、第二次世界大戦後の1950年から自社ブランドとした。インガーソルは市場において過去半世紀以上も「ダラー・ウォッチ」に代表される低価格時計の代名詞となっており、販売戦略上不利と考えられたためである。
ヨアキム・レームクールは、戦後の「タイメックス」ブランド発足に際して、単なる大衆時計に留まらない、丈夫で信頼性の高い実用腕時計という販売戦略を採った。合理化設計によって、「ダラー・ウォッチ」同様に軸受の宝石を減らして特殊合金で代替するなどの策を用いつつ、防水機能や耐衝撃機能も組み込み、低価格と頑丈さを両立させた。さらにその頑丈さをPRするため、1950年代には"It take a licking and keep on ticking"　のフレーズで「手荒に扱われても動き続ける」ことをアピール、タイメックスの時計をダイビング投入や食器洗浄機投入、電気掃除機に吸い込ませる、モーターボートのスクリュープロペラに括り付けて水中で回すなど、数々の荒っぽい「拷問」にかけて宣伝した。
タイメックス製品は、インガーソル以来の伝統で引き続き廉価なピンレバー式手巻き腕時計を主力とし、0石・ピンレバー構造のまま自動巻き機能を搭載したモデルも市販した。ベトナム戦争時においては「ディスポーサブルウォッチ」と呼ばれる簡素な軍用腕時計を大量生産し、アメリカの各軍に納入している。
一方、1959年には「ラコ(Laco)」ブランドで時計を生産する西ドイツのラッハー社(Lacher & Co. AG)と同社系列のムーブメントメーカー・ドゥローヴェ(Durowe)を買収し、当時1957年にアメリカのハミルトン社が実用化したばかりの先端技術であった電池駆動式腕時計を、アメリカ生産より割安に供給できるドゥローヴェ製電動キャリバーを搭載することで1961年から発売、大衆時計市場に送り込んだ。USタイムは1965年にラッハー、ドゥローヴェをスイスのエボーシュSA（現・エタ社）に売却したが、その後もタイメックスでは1970年代までラコ-ドゥローヴェ系の電池式キャリバー搭載モデル生産を継続、ドゥローヴェ製多石・手巻き式キャリバー（17石・21石）を搭載した上級モデルも手がけている。
タイメックスの実用重視の低価格路線は、高級時計を売りたい宝飾店からは受けが悪かったが、一方でデパートはもとより、ドラッグストアから小さな煙草スタンドのような、従来は腕時計の小売場所と考えられていなかった販売チャネルを開拓することに成功した。この路線は結果的には適切で、1950-60年代、アメリカの名門高級時計メーカー各社がスイス製腕時計の台頭により、続々と実質的消滅に追い込まれてブランド売却またはスイスへの実質移転に至った中、大衆品メーカーのタイメックスだけがアメリカ資本の独立メーカーとして生き残った。
1969年には社名もブランド名の「タイメックス」(TIMEX)に変更。翌年にはマルマンを代理店として日本に進出したが、主力製品がピンレバー式の廉価品で、より本格的な機械式ムーブメントを搭載する日本メーカーの廉価帯腕時計に対抗できる性能水準ではなく、大きなシェアを得るには至らなかった。
1970年代のクォーツショックと日本メーカーの急激な伸びにおされ、70年代から80年代にかけては苦しい経営状態が続いたが、クォーツ式へのシフトを達成し、市場に踏み止まった。1986年に現在まで続くスポーツウォッチシリーズであるアイアンマン(IRONMAN)を発売。1989年には13-24時表記を最外周にした独特の文字盤表示と革を編み込んだベルトという個性的なデザインのサファリ(Safari)が映画『7月4日に生まれて』の作中でトム・クルーズ演じる主人公が着用していたことから大ヒットとなり、「タイメックス」の知名度を再び高めることに貢献した。1992年には文字盤全面が発光する機能の「インディグロナイトライト」を搭載した時計を発売した。現在タイメックス社の時計の約75%以上がこのインディグロナイトライト機能を搭載している。
現在ではアイアンマンシリーズ、アウトドア用のエクスペディションシリーズの他に、キャンパー、ウェークエンダー、サファリシリーズなどの三針クォーツウォッチ等を中心に販売している。

## 逸話
1980年代以降も正式に存続している唯一のアメリカブランドの腕時計であることから、高級腕時計でないにもかかわらず、国産ブランド愛用のアピール目的にビル・クリントン（就任演説で着用）をはじめ、ジョージ・W・ブッシュなどのアメリカの有名人や政府の要人が度々着用していることで知られている。
また一時、アメリカ合衆国を敵視している国際テロ組織アルカーイダのウサーマ・ビン＝ラーディンもタイメックスを着用していることが報じられ、意外さで話題になった。

## 製品

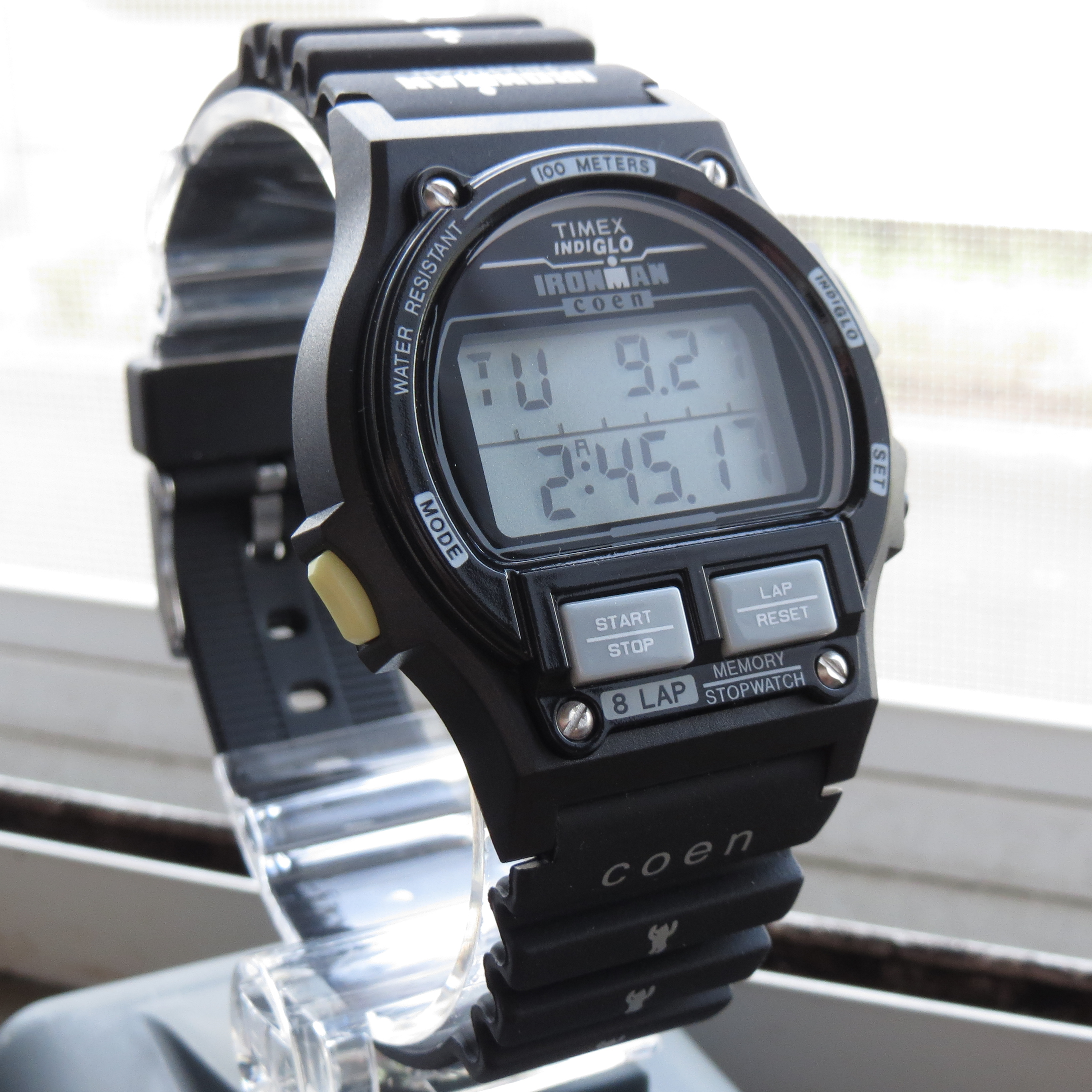
アイアンマン 8LAP
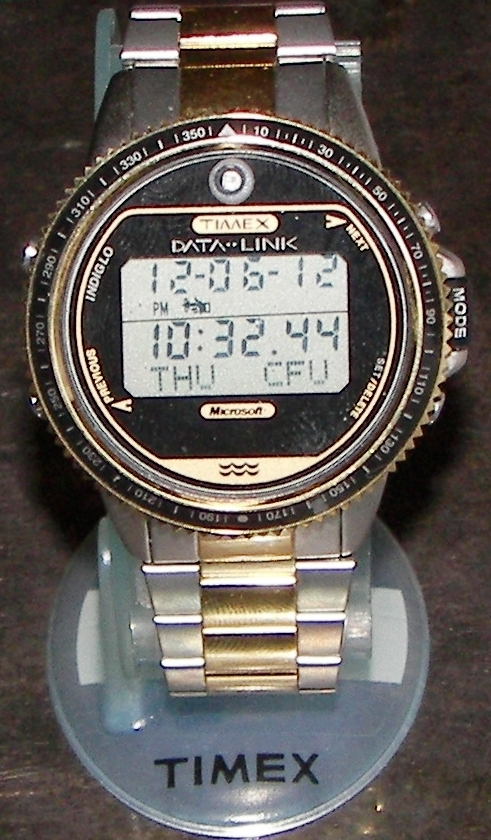
データリンク 150
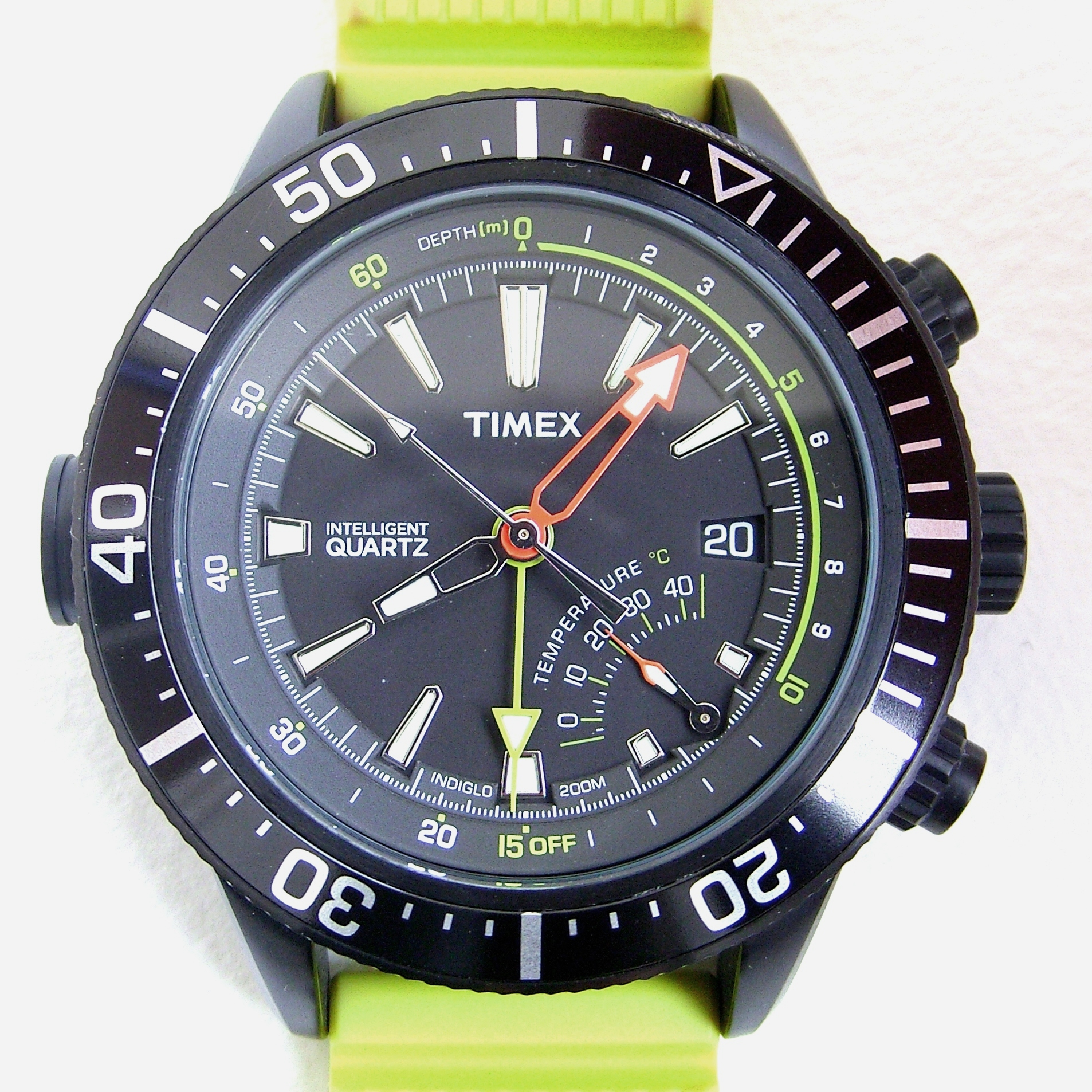
デプス ゲージ
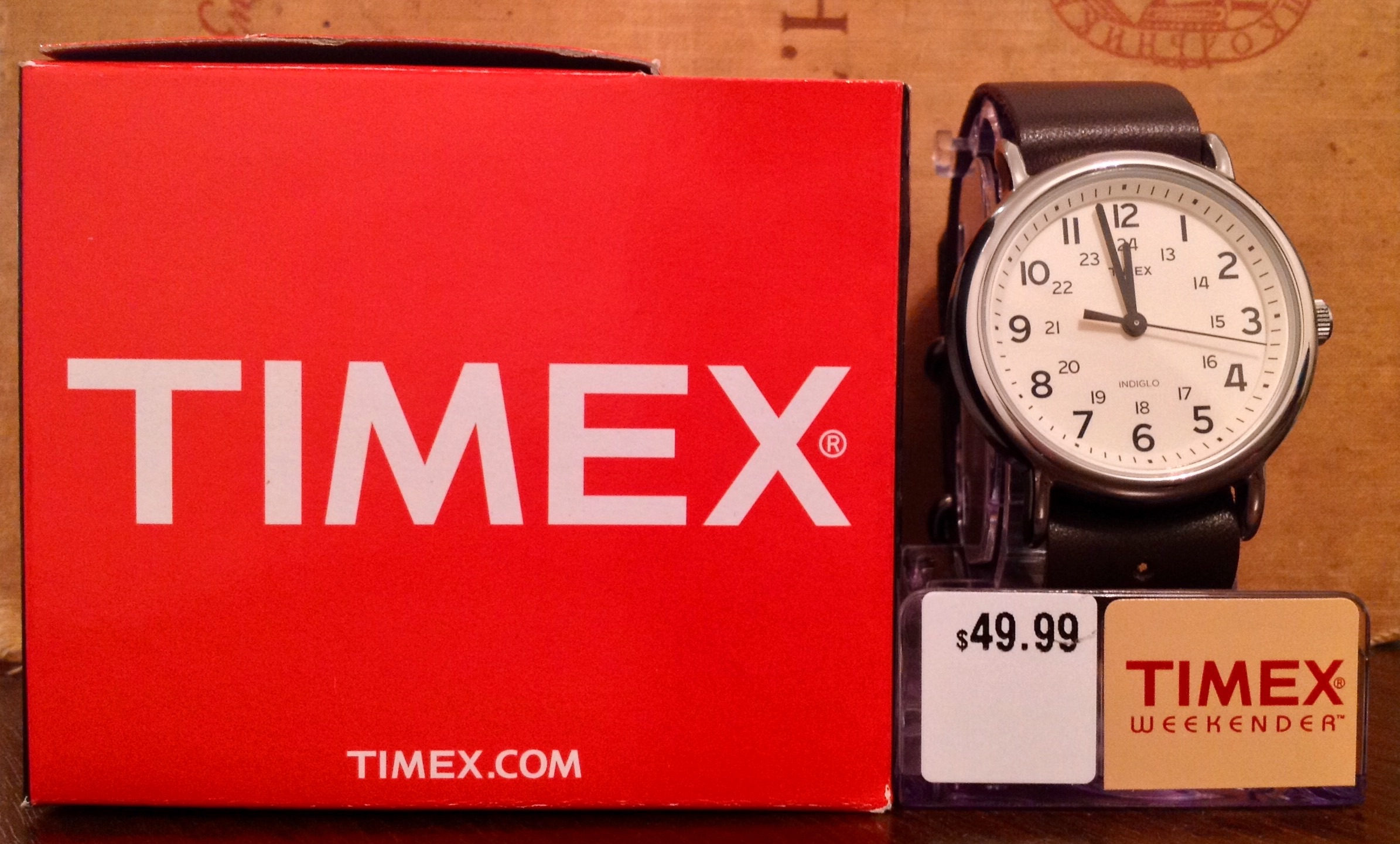
ウィークエンダー
ウィークエンダーに搭載されたインディグロナイトライト